# Устье Степной
Устье Степной (в среднем течении — Топко-Ляга, в верховьях — озеро Бельково и старица Сивушка) — река в России, протекает по Шелаболихинскому и Каменскому районам Алтайского края. Длина реки составляет 39 км.
Протекает по заболоченной пойме Оби. Устье реки находится в 17 км по левому берегу протоки Старая Обь, впадающей в Обь в 3192 км от устья.
Основной приток — протока Быстрый Исток — впадает справа на 17 километре. В верховьях впадает река Юдиха.

## Данные водного реестра
По данным государственного водного реестра России относится к Верхнеобскому бассейновому округу, водохозяйственный участок реки — Обь от города Барнаул до Новосибирского гидроузла, без реки Чумыш, речной подбассейн реки — бассейны притоков (Верхней) Оби до впадения Томи. Речной бассейн реки — (Верхняя) Обь до впадения Иртыша.